# Lakatos Géza
Vitéz csíkszentsimonyi Lakatos Géza (Budapest, 1890. április 30. – Adelaide, Ausztrália, 1967. május 21.) m. kir. honvéd vezérezredes, a második világháború alatt hadseregparancsnok, majd 1944 augusztusa és októbere között Magyarország  miniszterelnöke.

## Élete

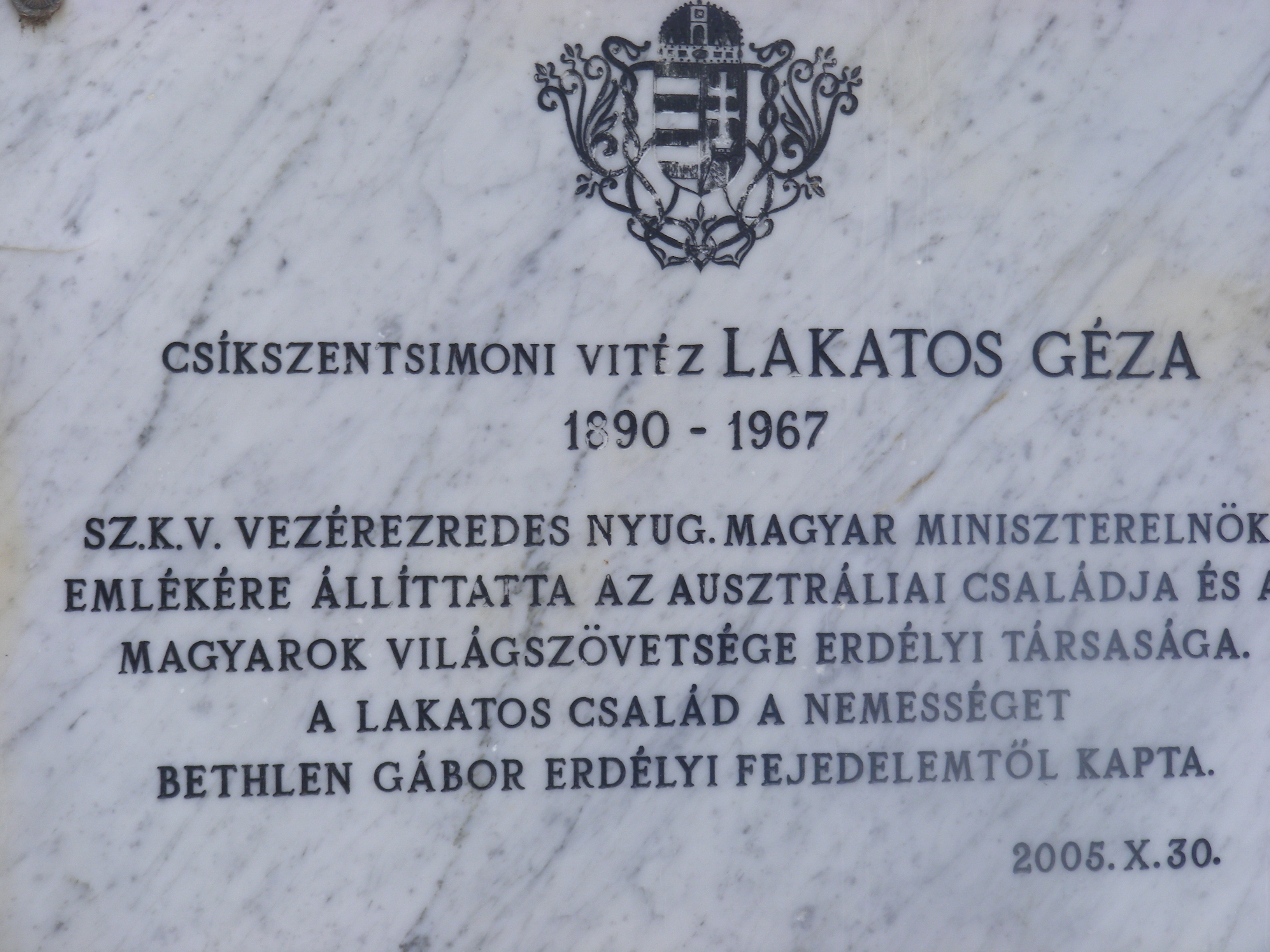
Emléktáblája az erdélyi Csatószegen.

### Pályájának kezdete
A gimnázium alsó négy osztályát a pesti piaristáknál végezte, majd - édesapjának korai halálát követően - Kálmán nevű testvérével együtt a soproni honvéd főreáliskolába került. 1910-ben végezte el a Ludovika Akadémiát, és ez évben hadnaggyá avatták. Először a budapesti 1. honvéd gyalogezrednél, majd a linzi gyalogezrednél szolgált. 1914-ben felvették a bécsi vezérkari Hadiakadémiára (Kriegsschule), amely az első világháború kitörése után megszűnt.

### I. világháború
Az orosz frontra került, majd 1915 decemberétől 1916 novemberéig az osztrák-magyar hadsereg egyik dandárjának vezérkari tisztjeként szolgált. 1917-18-ban az olasz fronton, a Tanácsköztársaság idején – 1919 májusában – a Magyar Vörös Hadsereg gödöllői főparancsnokságán szolgált, végül beállt Horthy Miklós Nemzeti Hadseregébe.

### Katonai karrierje
A Hadiakadémia elvégzése után 1921-től hadseregszervezést és harcászatot tanított a Ludovika Akadémián. A Vezérkari Főnökség hírszerző és felderítő osztályán (Vkf-2) dolgozott 1923-tól. 1925-ben vitézzé avatták, majd 1928-ban a prágai magyar követség katonai attaséja lett. 1934-től ezredparancsnok, 1935-től vezérkari főnök, majd 1939-ben tábornokká, 1941-ben altábornaggyá, 1943-ban vezérezredessé léptették elő. 1943-ban a keleti fronton a magyar megszálló csapatokat irányította, 1944 tavaszán az 1. hadsereg parancsnokává nevezték ki.

### Politikai szerepe
A Sztójay-kormány leváltását követően 1944. augusztus 29-én Horthy miniszterelnökké nevezte ki, és titokban megbízta a háborúból való kilépés és a fegyverszünet előkészítésével. Eltávolították a szélsőjobboldali politikusokat és leváltották a zsidók deportálásáért felelős államtitkárokat. Október elején a németek közölték, hogy Hitler Szálasit szánja Magyarország következő miniszterelnökének. Az október 15-ei sikertelen kiugrási kísérlet után Lakatos Géza is a németek fogságába esett. 1945. január 2-án letartóztatták és a sopronkőhidai börtönbe zárták, ahonnan január 28-án szabadon engedték, de Sopronba internálták.

### A második világháború után
1945 áprilisában a szovjet csapatok bevonulása után Kiskőrösre vitték és folyamatos kihallgatásoknak vetették alá. 1946 januárjában helyezték szabadlábra, számos népbírósági perben hallgatták ki tanúként. 1949-ben megvonták a nyugdíját, elvették a földreform után megmaradt birtokát is, így visszaköltözött Budapestre, ahol selyemkendőfestésből és könyvillusztrálásból tartotta fenn családját. 1951-ben kitelepítették a hajdú-biharmegyei Egyekre feleségével, Kálmán fiával és lányával együtt, ahol 1953-ig mezőgazdasági alkalmi munkából élt. A magyar hatóságok engedélyével 1965-ben Adelaide-be utazott az 1957 óta Ausztráliában élő leányához, és ott halt meg 1967-ben.

## Művei
- Korszerű hadvezetés; Griff, Kassa, 1943
- Ahogyan én láttam. Visszaemlékezések; Druck Molnár, München, 1981 (Auróra könyvek)
- Ahogyan én láttam; szerk. Antal László, jegyz., utószó Szakály Sándor; Európa–História, Bp., 1992 (Extra Hungariam)
- As I saw it. The tragedy of Hungary (Ahogyan én láttam); angolra ford. Mario D. Fenyo; Universe, Englewood, 1993

## Kitüntetései a viselési sorrendben
- Magyar Érdemrend nagykeresztje hadiszalagon, kardokkal (1944. június 22.)
- Különös Dicsérő Elismerés Magyar Koronás Nagy Aranyérme hadi szalagon, kardokkal (1944. május 10.)
- Magyar Érdemrend középkeresztjéhez a csillag
- Magyar Érdemrend középkeresztje (1938)
- Magyar Érdemkereszt III. osztálya (1934)
- Osztrák Császári Vaskorona-rend III. osztálya hadidíszítménnyel, kardokkal
- Katonai Érdemkereszt III. osztálya hadidíszítménnyel, kardokkal
- Ezüst Katonai Érdemérem hadiszalagon, kardokkal
- Bronz Katonai Érdemérem hadiszalagon, kardokkal
- Kormányzói Dicsérő Elismerés Magyar Koronás Bronzérme, szalagján a másodízben adományozott hadi szalagos, kardokkal ékesített Ezüst Katonai Érdemérem kisebbített alakjával
- Tűzkereszt II. fokozata
- Sebesültek Érme, szalagján egy sávval
- Nemzetvédelmi Kereszt (1943. február 11.)
- Magyar Háborús Emlékérem kardokkal és sisakkal
- Tiszti Katonai Szolgálati Jel II. osztálya
- Tiszti Katonai Szolgálati Jel III. osztálya (1930. augusztus 18.)
- Erdélyi Emlékérem
- Német Lovagrend Mária Keresztje
- Német Vaskereszt lovagkeresztje (1944. augusztus 23.)
- Német Vaskereszt 1. osztálya (1944. február)
- Osztrák Köztársasági Nagy Ezüst Díszjelvény (1934)
- Ismétlőpánt a német (porosz) Vaskereszt II. osztályához (1943. szeptember 15.)
- Német (porosz) Vaskereszt II. osztálya
- Osztrák Háborús Emlékérem kardokkal
- Bolgár Háborús Emlékérem